# Segelfluggelände Burgberg bei Witzenhausen

i7
i11
i13
Das Segelfluggelände Burgberg bei Witzenhausen (auch Witzenhausen-Burgberg) liegt auf dem 213 m hohen Burgberg bei Witzenhausen in Nordhessen am Rand des Kaufunger Waldes.

## Flugbetrieb
Das Segelfluggelände verfügt über zwei gekreuzte, rund 400 m lange und 30 m breite Grasbahnen (Richtungen 17/35 und 06/24). Es besitzt eine Betriebszulassung für Segelflugzeuge, Motorsegler und Ultraleichtflugzeuge. Als Startarten sind Flugzeugschleppstart und Windenstart zugelassen. Platzfremde Luftfahrzeuge benötigen eine vorherige Genehmigung des Platzhalters, um in Witzenhausen-Burgberg starten und landen zu dürfen (PPR). Platzfremde Motorflugzeuge benötigen außerdem eine Außenstart- und -landegenehmigung der hessischen Luftfahrtbehörde. Der Halter und Betreiber des Segelfluggeländes ist der Luftsportverein Witzenhausen e. V.

## Besonderheiten des Platzes
Wegen der geographischen Gegebenheiten ist unabhängig von den Windverhältnissen die Startrichtung überwiegend die 17 und die Landerichtung die 35. Die Bahn 06/24 dient als Alternativbahn und wird bei Flugplatzfesten oder ungünstigen Wetterbedingungen verwendet, wenn kein Start von der 17 bzw. Landung auf der 35 möglich ist. Dann gilt: Startrichtung 06, Landerichtung 24.

## Geschichte
Auf dem Westsporn des heute teilweise bewaldeten Ermschwerder Burgbergs nordwestlich oberhalb des Flugplatzes (im Bild rechts oberhalb der Kreuzung der Start- und Landebahnen) befand sich die frühmittelalterliche Burg Ermschwerd.

## Trivia
Im November 2015 verwüsteten Wildschweine die Bahn 06/24, sodass diese kurzzeitig für den Flugbetrieb gesperrt werden musste. Die Hauptlandebahn 17/35 war davon nicht betroffen und konnte ohne Einschränkungen weiterhin genutzt werden.